# Albuca paradoxa
Albuca paradoxa là một loài thực vật có hoa trong họ Măng tây. Loài này được Dinter mô tả khoa học đầu tiên năm 1923.